# Frauenlob (Schiff, 1856)
Die Frauenlob war ein zweimastiger Kriegsschoner der preußischen Marine. Es war das zweite Schiff der Hela-Klasse. Die Frauenlob ging am 2. September 1860 in einem Taifun vor Edo (Tokio) mit der gesamten Besatzung unter.

## Geschichte
Während der Schleswig-Holsteinischen Erhebung blockierte die dänische Marine erfolgreich die deutsche Küste. Das ließ in der deutschen Bevölkerung den Wunsch nach einer eigenen Flotte aufkommen. Der „Berlin-Potsdamer Frauen-Verein zur Erwerbung eines Kriegsschiffes“ warb deshalb am 22. Juli 1848 mit Anzeigen in der „Königlich privilegierten Berlinischen Zeitung“ und im „Potsdamer Wochenblatt“ unter Frauen um Spenden, die für den Aufbau der Marine und die Unterstützung der durch die Blockade arbeitslos gewordene Küstenbevölkerung verwendet werden sollten. Der Aufruf wurde am 15. Januar 1850 wiederholt. Insgesamt konnten so gut 13.000 Taler eingenommen werden. Zu dieser Summe steuerten die Stadt Wolgast und das Wolgaster „Komitee zur Erbauung vaterländischer Kriegsschiffe“ weitere Geldmittel bei. Das preußische Kriegsministerium entschied, einen Kriegsschoner nach dem Vorbild des niederländischen Schoners Schorpioon zu bestellen, der den Namen Frauengabe erhalten sollte. Der Bauauftrag erging an die Wolgaster Werft Lübke, die auch die Baupläne erstellte. Die Baukosten von rund 43.000 Talern wurden zum Teil mit den gesammelten Spenden finanziert, die Fehlsumme vom Kriegsministerium übernommen.
Die Werft legte den Schoner im Frühjahr 1851 auf Kiel. Der Bau verzögerte sich, da die Marine bei der Besichtigung 1852 die Beseitigung mehrerer Baumängel anmahnte und sich im Folgejahr aufgrund verschiedener zusätzlicher schiffsbautechnischer Forderungen die Baupläne änderten. Die Frauengabe stand erst am 24. August 1855 und damit deutlich nach dem später begonnenen Schwesterschiff Hela zum Stapellauf bereit. Dieser fand im Beisein von Prinz Adalbert von Preußen, jedoch ohne gesonderte Taufzeremonie statt. Auf den Wunsch Friedrich Wilhelms IV. hin wurde der Name des Schiffs noch vor der Indienststellung in Frauenlob geändert, um die Spendenaktion der Frauen zu würdigen.
Nach ihrer Fertigstellung wurde die Frauenlob nach Danzig überführt, wo sie ihre Bewaffnung erhielt. Am 1. März 1856 wurde sie erstmals in Dienst gestellt. Zunächst standen Probefahrten auf dem Programm. Anschließend nahm der Schoner an den in der Ostsee stattfindenden Manövern eines aus Danzig, Thetis, Amazone und Mercur bestehenden Geschwaders teil. Zusammen mit diesem Geschwader unternahm das Schiff auch eine Übungsreise nach Madeira. Von dort aus lief die Frauenlob gemeinsam mit der Thetis zum Río de la Plata, wo die im Zuge einer Expedition der preußischen Marine 1852/53 entstandenen Handelsbeziehungen vertieft werden sollten. Anfang Januar 1857 kam der Schoner wieder in Danzig an und wurde am 17. Januar außer Dienst gestellt.

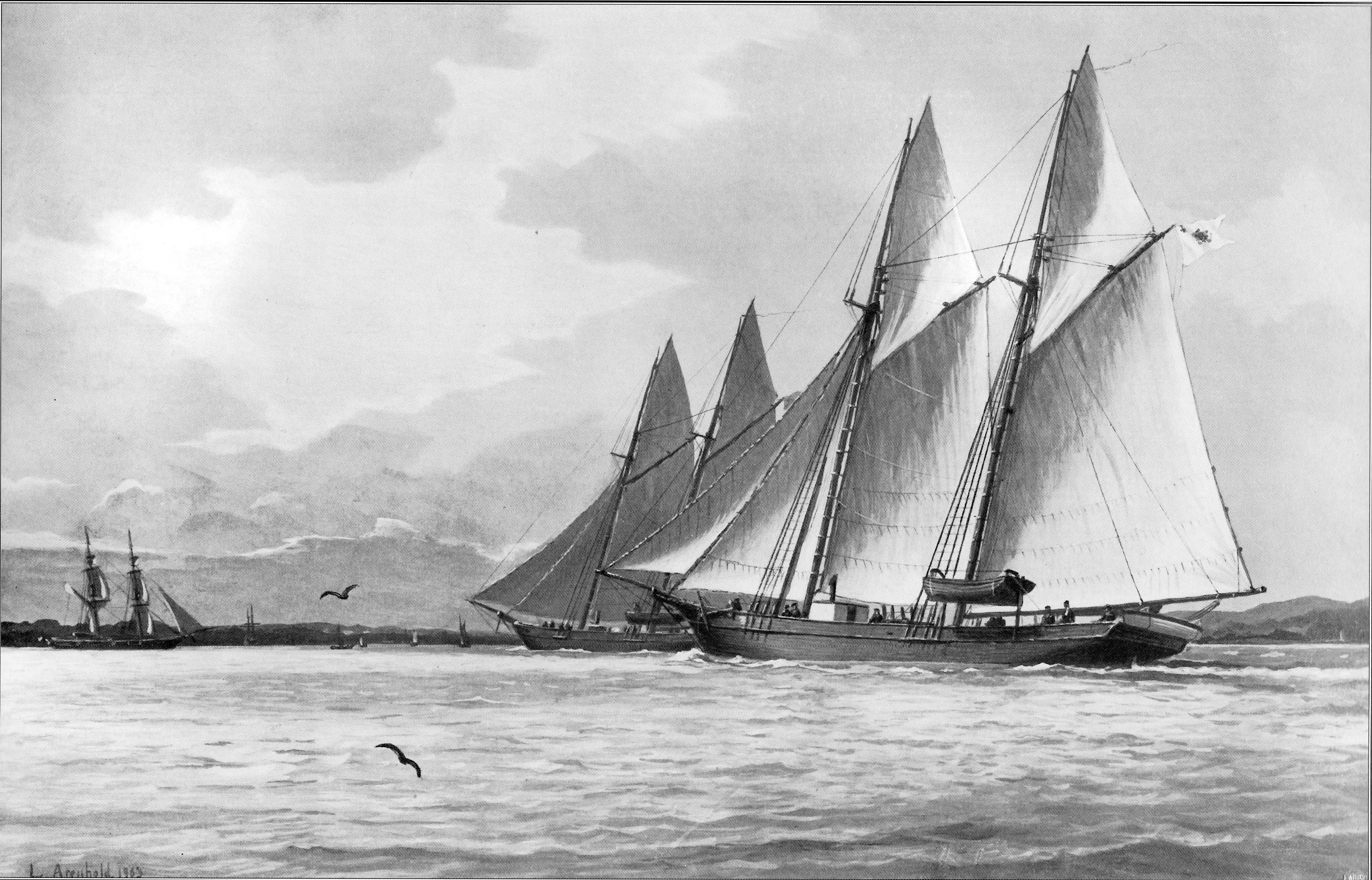
Kriegsschoner SMS FRAUENLOB und SMS HELA der preußischen Marine. Gemälde von Lüder Arenhold 1905.

In den Sommermonaten des Jahres 1858 war die Frauenlob für Vermessungsarbeiten in der Ostsee im Einsatz. Die Ergebnisse dieser Vermessung werteten der Kommandant, Heinrich Köhler, und einer der Wachoffiziere im darauffolgenden Winter aus und erstellten neue Seekarten. Am 1. April 1859 kam die Frauenlob erneut für Vermessungen in Dienst. Diese Aufgabe endete im August, weil der Schoner für die preußische Ostasienexpedition unter Friedrich zu Eulenburg vorgesehen war. Seine geringe Größe prädestinierte ihn zum Befahren der großen Flussmündungen in China. Einige Seeoffiziere erhoben dagegen Bedenken, weil sie die Frauenlob für wenig hochseetauglich hielten. Admiral Jan Schröder, Chef der Marineverwaltung, entkräftete diese Einwände mit dem Verweis auf die Südamerikareise 1856/57. So verließ der Schoner am 25. Oktober 1859 gemeinsam mit der Thetis die Heimatgewässer und lief zunächst Portsmouth an, wo beide Schiffe überwinterten, ihre Ausrüstung vervollständigten und auf die Ankunft der als Geschwaderflaggschiff fungierenden Arcona warteten. Am 15. März 1860 stachen Thetis und Frauenlob wieder in See und erreichten am 18. Mai Rio de Janeiro. Von dort aus trat das Geschwader am 3. Juni die Weiterfahrt nach Ostasien an. Am 7. August kamen die Schiffe in Singapur an.

## Untergang
Wegen des Zweiten Opiumkriegs, in dem China dem Vereinigten Königreich und Frankreich gegenüber stand, wurde die Reiseroute des Geschwaders geändert. Von Singapur aus liefen Arcona und Frauenlob nach Japan, wo sie in der Nacht vom 1. zum 2. September ca. 40 sm von Edo entfernt in einen Taifun gerieten. Die Arcona nahm den kleinen Kriegsschoner, der schwer in der See arbeitete, in Schlepp. Die Verbindungstrosse brach jedoch gegen 5 Uhr am Morgen des 2. September vor der Bucht von Tokio. Die Frauenlob kam außer Sicht und blieb verschollen. Eine von einem japanischen Dampfschiff durchgeführte Suchaktion blieb erfolglos.
Der Untergang der Frauenlob, bei dem alle 47 Besatzungsmitglieder ums Leben kamen, war der erste Totalverlust der preußischen Marine. Zu Ehren der Toten wurden in den Garnisonkirchen in Kiel und Wilhelmshaven Gedenktafeln aufgestellt. Neben dem Schoner fielen eine Brigg der Royal Navy und mehrere Handelsschiffe dem Taifun zum Opfer.
Die Kaiserliche Marine ehrte das Schiff, indem sie 1902 einen Kleinen Kreuzer wiederum Frauenlob nannte.

## Technik
Die Frauenlob war ein hölzerner Kraweelbau, dessen Rumpf in Querspantbauweise ausgeführt und zum Schutz mit Kupferplatten beschlagen war. Das Schiff war insgesamt 32,1 m lang und bis zu 8,1 m breit. Bei einer Konstruktionsverdrängung von 275 t maß die Wasserlinie 27,66 m. Die maximale Verdrängung lag bei 305 t. Dabei lag der Schoner vorn 2,61 m und achtern 3,23 m tief im Wasser. Die Frauenlob besaß eine Gaffeltakelung an zwei Masten mit einer Gesamtsegelfläche von 523 m², die eine Höchstgeschwindigkeit von 13 kn ermöglichte.
Die Besatzung hatte eine Sollstärke von 47 Mann setzte sich aus fünf Offizieren und 42 Mannschaften zusammen.

## Kommandanten
| 1. Mai 1856 bis 17. Januar 1857      | Leutnant zur See I. Klasse Rogge                   |
| Frühjahr bis 7. Oktober 1858         | Leutnant zur See I. Klasse Heinrich Köhler         |
| 1. April bis Mai 1859                | Leutnant zur See I. Klasse Heinrich Köhler         |
| Mai bis Juni 1859                    | Leutnant zur See I. Klasse Wachsen (in Vertretung) |
| Juni bis August 1859                 | Leutnant zur See I. Klasse Heinrich Köhler         |
| August bis September 1859            | Leutnant zur See I. Klasse Wachsen                 |
| September 1859 bis 2. September 1860 | Leutnant zur See I. Klasse Reetzke                 |